# Codice Veronese
Il Codice Veronese, in latino Codex Veronensis, conosciuto anche con il nome di Evangeliario Purpureo Veronese, è un insieme di fogli pergamenacei del IV o V secolo, detto "veronese" perché conservato nella biblioteca capitolare della città scaligera assieme ad altri pregevoli manoscritti di epoca antica e medievale.
Esso si presenta "purpureo" con scrittura di tipo onciale, cioè maiuscola tipica dell'epoca fine impero. Peso: 395 grammi; misure: mm. 282x222; scrittura qua e là eseguita con inchiostro in oro e argento come si rileva nelle prime pagine dei documenti evangelici ospitati e in quelle finali, cioè negli incipit e negli explicit, nel Padre Nostro e nei Nomina sacra (= nomi santi). A causa di questa scrittura colorata tendente al rosso questo codice è detto appunto anche "codice purpureo". 
Qua e là si notano correzioni o glosse che risalgono al secolo IX.

## Contenuto
Il Codice Veronese contiene i quattro vangeli canonici della antica latina versione della bibbia, detta Vetus Latina, ordinati secondo il metodo latino, cioè Matteo, Giovanni, Luca, Marco. Perciò si tratta di un codice latino.
Nei cataloghi ad uso “scientifico”, esso è siglato con B o 4 (secondo il sistema Beuron)
I testi dei quattro Vangeli evidenziano diverse lacune. In Matteo mancano 1,1-11, 15,12-23, 23,18-27; in Giovanni 7,44-08,12; in Luca 19,26-21,29; e in Marco 13,9-19, 13,24-16,20.
Nel Vangelo di Giovanni, dunque, è assente la Pericope dell'adultera  (7,44-08,12), che in altri codici, sia latini che greci, a volte è ospitata nel Vangelo secondo Luca.
In Luca 8,21 si legge, tra le altre varianti, αυτους invece di αυτον. Tuttavia αυτον si legge nel Papiro 75 e nel Minuscolo 705.
In Giovanni, inoltre, spicca in 1, 34  “ὁ ἐκλεκτός” come nei manoscritti {\displaystyle {\mathfrak {P}}}5, {\displaystyle {\mathfrak {P}}}106, א, e e ff2, syrc, s.
Ancora in Giovanni è tralasciato il versetto 14,14 come accade nel codice Codex Monacensis e nei lezionari 76 e 253.
Il manoscritto Veronese fu dettagliatamente studiato da Giuseppe Bianchini nella metà del secolo diciottesimo e in seguito, con altri, pubblicato dallo stesso studioso.